# 張雪麗
張雪麗（CHEUNG Suet Lai, Shirley，1969年11月11日－），前香港劍擊運動員，多次在國際賽事中為港奪得獎牌，與何嘉麗、陳少珊及張依妮組成的香港女子重劍隊，獲傳媒稱為香港劍壇四朵金花。

## 主要成績
- 1994年英聯邦運動會(加拿大威士拿) - 女子重劍團體銅牌、女子重劍個人第12名
- 1995年第四屆亞洲劍擊錦標賽(韓國首爾) - 女子重劍團體銅牌
- 1995年1996奧運(亞洲區)外圍賽(韓國首爾) - 女子重劍個人第3名
- 1995年台北公開賽第二屆劍擊聯新盃 - 女子花劍團體金牌、女子重劍團體銅牌
- 1996年泰國劍擊公開賽 – 女子重劍團體銅牌
- 1996年台北公開賽第三屆劍擊聯新盃 - 女子重劍個人銀牌、女子重劍團體金牌、女子花劍團體銅牌
- 1996年亞洲劍擊邀請賽(香港) - 女子重劍個人銀牌、女子重劍團體銀牌
- 1997年中華台北劍擊賽 – 女子重劍團體金牌
- 1997年亞洲劍擊錦標賽(中國南京) - 女子重劍團體銅牌
- 1998年泰國公開賽 – 女子重劍團體銀牌
- 1998年泰國公開賽 – 女子重劍個人銅牌
- 1998年亞洲運動會(泰國曼谷)– 女子重劍團體前8名
- 2000年第九屆泰國劍擊公開賽 - 女子重劍團體銀牌
- 2000年台北公開賽第六屆劍擊聯新盃 - 女子重劍個人銅牌、女子重劍團體金牌
- 2001年第七屆亞洲劍擊錦標賽(泰國曼谷) - 女子重劍團體銅牌
- 2018年第四屆亞洲大師劍擊錦標賽(日本和歌山) - 女子佩劍團體銅牌
- 2019年第五屆亞洲大師劍擊錦標賽(台灣台北) - 女子(50-59歲組)花劍個人銀牌
- 2023 FCA Veteran Fencing Championships(RAS AL KHAIMAH - UAE) - 女子(50-59歲組)佩劍個人金牌、花劍個人銀牌、重劍個人銀牌；女子佩劍團體銀牌、花劍團體銀牌、重劍團體銀牌